# Aho Ssan
Aho Ssan, de son vrai nom Niamké Désiré, est un producteur de musique électronique français. Après avoir fait des études de graphisme et de cinéma, il se tourne vers la musique.

## Musique

### 2020:Simulacrum
En 2020, Aho Ssan publie son premier album solo, Simulacrum, sur le label britannique Subtext. Le titre fait référence à l'ouvrage du philosophe Jean Baudrillard, Simulacres et Simulation, et s'inspire également de la vie du grand-père d'Aho Ssan, qui était musicien dans un groupe de jazz au Ghana.
Le 30 septembre 2020, Aho Ssan participe à l'enregistrement de Weavings, une composition collective de Nicolas Jaar, puis à la performance de cette même pièce au Unsound festival à Cracovie le 17 octobre 2021.
En 2021 est édité un album de remixes, où chacun des sept morceaux de Simulacrum est retravaillé par des artistes dont Sarah Badr (FRKTL), Ziúr et KMRU. 

### 2021:The Falling Man
Sur une commission du Groupe de recherches musicales, Aho Ssan compose la pièce The Falling Man (« L'homme qui tombe »), en référence au livre du même titre de Don DeLillo, et à la fameuse photo par Richard Drew d'un homme tombant du World Trade Center. Cette pièce multi-canal est jouée à la Maison de la Radio et de la Musique en octobre 2021. Cette pièce devient par la suite le deuxième album, Rhizomes.

### 2022:Limen
En 2022, Aho Ssan publie Limen, un album collaboratif avec le musicien kényan KMRU, qui comporte des compositions créées pour l'édition 2021 du festival Berlin Atonal. Pour décrire cette collaboration, le critique Philip Sherburne évoque "le grondement tectonique et le grincement de l'acier", ainsi que "le murmure du bruit blanc et des chœurs synthétiques". Will McCartney le décrit comme "une œuvre riche caractérisée par le volume, la dissonance et l'émotion fracturée".

### 2023:Rhizomes
En 2023, Aho Ssan publie son deuxième album Rhizomes sur le label new-yorkais Other People dirigé par Nicolas Jaar. Le titre se réfère au concept du rhizome décrit par les philosophes Gilles Deleuze et Félix Guattari, et développé par Édouard Glissant. Sur cet album, Aho Ssan invite neuf collaborateurs dont Nicolas Jaar, Valentina Magaletti, Yasmine Dubois (Lafawndah), Blackhaine (en), James Ginzburg (Emptyset (en)), Moor Mother (en), et 9T Antiope. Deux morceaux, Tetsuo I & II, font référence au film d'animation Akira.